# Encyrtus clavicornis
Encyrtus clavicornis is een vliesvleugelig insect uit de familie Encyrtidae. De wetenschappelijke naam is voor het eerst geldig gepubliceerd in 1938 door Statz.